# Franci Petek
Franci Petek, slovenski smučarski skakalec in geograf, * 15. junij, 1971 Jesenice.
»Frenk« je svoj prvi mednarodni uspeh v smučarskih skokih dosegel leta 1989, ko je v ekipni tekmi mladinskega svetovnega prvenstva v norveškem Vangu (Hamarju) skupaj z Goranom Janusom, Marjanom Kroparjem in Primožem Kopačem osvojil srebrno kolajno v ekipni tekmi. Leto kasneje v slovaškem Štrbskem Plesu je skupaj z Damjanom Frasom, Sašom Komovcem in Tomažem Knafljem osvojil bronasto kolajno. Edino zmago za svetovni pokal si je priskakal 11. februarja 1990 v švicarskem Engelbergu, ko si je prvo mesto delil s Fincem Arijem-Pekko Nikkolo. Zagotovo svoj največji uspeh je dosegel 10. februarja 1991, ko je na svetovnem prvenstvu v italijanskem Predazzu (dolina Val di Fiemme) postal svetovni prvak na veliki skakalnici. V sezoni 1991/92 je bil eden redkih skakalcev, ki ni prešel na novi škarjasti slog, kljub temu mu je na zimskih olimpijskih igrah leta 1992 v Albertvillu, kjer je bil prvi zastavonoša v zgodovini samostojne Slovenije, uspelo osvojiti odlično 8. mesto na veliki skakalnici in 6. v ekipni tekmi. Na novi škarjasti slog skakanja se nikakor ni mogel povsem prilagoditi, zato se je leta 1995 (ko je na univerziadi v španski Jaci osvojil srebrno kolajno na mali skakalnici) po padcu v Holmenkollnu odločil, da bo končal skakalno kariero in se posvetil študiju geografije. Zadnjič je skočil 2. julija 1995 na poletnem turnirju v Velenju.
Leta 1998 je diplomiral na temo Sovpadanje občinskih in pokrajinskih meja v Sloveniji, leta 2001 je na temo Vrednotenje rabe zemljišč v slovenskih pokrajinah z vidika kazalcev sonaravnega razvoja magistriral, leta 2004 pa je še doktoriral na temo Spremembe rabe tal v 19. in 20. stoletju v slovenskem alpskem svetu na Filozofski fakulteti v Ljubljani. Od leta 1998 je kot znanstveni sodelavec zaposlen na Geografskem inštitutu Antona Melika. Poleg tega je tudi član jadralske ekipa Navtičnega kluba Norik iz Begunj. Za svoje dosežke je leta 1991 prejel Bloudkovo nagrado, leta 2004 pa pohvalo Zveze geografskih društev Slovenije. 
Marca 2017 je bil imenovan za direktorja Smučarske zveze Slovenije, mesto je začasno prevzel po odstopu Jožka Križana. Posle je prevzel 15. aprila, z delovanjem panoge pa ima tudi določene izkušnje iz preteklosti. Reprezentanco je vodil na zimskih olimpijskih igrah v Pjongčangu, na katerih so smučarji osvojili dve medalji. Uspelo mu je tudi pridobiti organizacijo nordijskega svetovnega prvenstva, ki bo v Planici leta 2023. Po letu in pol začasnega vodenja je novembra 2018 prevzel polnopravno vodenje za štiriletni mandat po soglasni izvolitvi, ki jo je opravil izvršilni odbor smučarske zveze.
Od leta 2000 je poročen s Polono Kamenšek in imata tri otroke. Leta 2025 je bil sprejet v Hram slovenskih športnih junakov.